# 5349 Paulharris
5349 Paulharris este o planetă minoră (asteroid) din Mars-crossing asteroid⁠(d). A fost descoperită pe 7 septembrie 1988 la Observatorul Palomar de Eleanor F. Helin și a fost numită după Paul P. Harris⁠(d). 
Obiectul prezintă o orbită caracterizată de o semiaxă mare de 2,7881744 UAi, o excentricitate de 0,47, o înclinație de 28,44672 ° în raport cu ecliptica.